# Кућа Стевана Синђелића у Грабовцу
Кућа Стевана Синђелића се налази у селу Грабовац у општини Свилајнац, смештена је у порти цркве, покрај капеле. Као типична грађевина моравског типа какве су подизане крајем 18. и почетак 19. века, своје постојање везује за име Стевана Синђелића (1770—1809), расинског војводу и српског војсковођу из Првог српског устанка. Поред историјског значаја, а и као редак примерак сачуваног примера народног градитељства, кућа као непокретно културно добро представља споменик културе од великог значаја.

## Историјат
Стеван Синђелић је рођен у селу Војсци, а у Грабовац се доселио после ране смрти оца Радована Ракића, са мајком која се преудала. По мајчином имену Синђелија прозван је Синђелић. Грабовац је било место у коме је живео, стекао породицу и одлазио у бојеве. На садашње место у центру села крај школе је пренета са првобитног удаљеног неких стотинак метара.

## Изглед куће
Кућа се налази у пространом дворишту са капелом, дрвеном звонаром и трпезаром. Подигнута је као троделна чатмара са тремом и доксатом, под којим је улаз у подрум, покривена је ћерамидом. 
Унутрашњост чине три просторије две собе и „кућа”-највећа просторија у којој се налази зидано огњиште и где се одвијао највећи део свакодневног живота. У њој су, до премештања, живели чланови породице Синђелић. По предању, у њој су се ресавски устаници причешћивали пре одласка у бојеве.
Радови на пресељењу куће обављени су 1974. године а на презентацији објекта, дворишта и етнолошке музејске поставке 1975. године.

## Галерија
- Собрашица
- Капела